# 阿蒂利奥·帕韦西

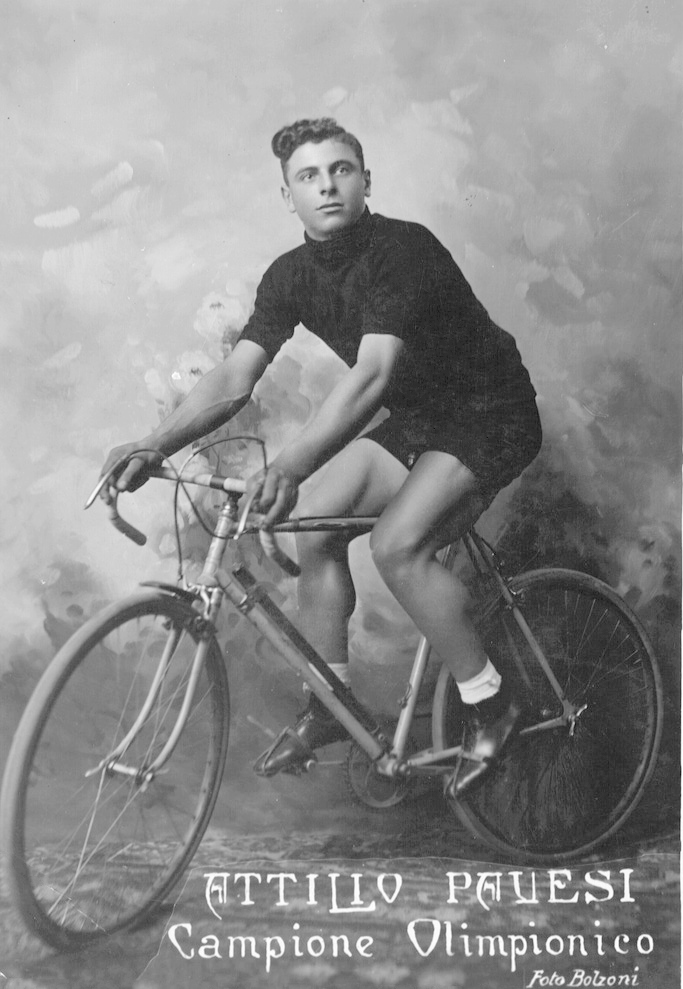
阿蒂利奥·帕韦西

阿蒂利奥·帕韦西（義大利語：Attilio Pavesi，1910年10月1日—2011年8月2日），意大利男子自行车运动员。他曾代表意大利参加1932年夏季奥林匹克运动会自行车比赛，获得男子个人公路赛和男子团体公路赛两枚金牌。